# Томас Зидхоф
Томас Кристијан Зидхоф (Гетинген, 22. децембар 1955) је немачко-амерички биохемичар, најпознатији по свом истраживању неуротрансмисије. Професор је на Станфорду. Један је од добитника Нобелове награде за физиологију или медицину 2013. године, за откриће механизма који регулише саобраћај везикула, главни транспортни систем у ћелијама.